# Binissafullet
Binissafullet (auch Binissafullet Nou, vollständiger Name Poblat talaiòtic de Binissafullet, „Talaiotisches Dorf von Binissafullet“) ist eine archäologische Fundstätte auf der spanischen Baleareninsel Menorca. Die Siedlung, die der eisenzeitlichen Talayot-Kultur zugeordnet wird, befindet sich in der Gemeinde Sant Lluís im Südosten der Insel.

## Lage
Binissafullet liegt zwei Kilometer westlich von Sant Lluís und etwa fünf Kilometer südlich des Stadtzentrums der Inselhauptstadt Maó. Das Gelände der ehemaligen talayotischen Siedlung ist frei zugänglich. Schautafeln der Xarxa Menorca Monumental geben dem Besucher Informationen zur Fundstätte.

## Geschichte
Die Anfänge der Siedlung liegen in der späten Bronzezeit im 10. Jahrhundert v. Chr., ihre Blütezeit erreichte sie im 4. und 3. Jahrhundert v. Chr. Grabungsfunde belegen aber, dass sie auch in der islamischen Zeit noch bewohnt war. 1988 wurde der Baumbestand im Bereich der Siedlung abgeholzt. 1990 wurden Teile der Siedlung von Lluís Plantalamor (* 1949) ausgegraben und rekonstruiert. Die umgestürzte Taula wurde wieder aufgerichtet. Die Kleinfunde befinden sich heute im Museu de Menorca.
Binissafullet ist als archäologisches Monument (Monument arqueològic) geschützt. Die heutige Registriernummer beim spanischen Kulturministerium ist R-I-55-0000819.

## Beschreibung
Binissafullet ist mit etwa 6000 m² nicht sonderlich groß, besitzt aber noch heute alle wesentlichen Elemente, die typisch für eine talayotische Siedlung sind – den Talayot, einen zumeist runden Turm, nach dem die Kultur ihren Namen erhielt, eine Kultstätte mit einer Taula aus zwei T-förmig übereinander gelagerten Steinblöcken, die Reste eines Hypostylos-Saals, Grundmauern von Wohnhäusern, einen Teil der megalithischen Schutzmauer und Sitjots zum Auffangen und Speichern von Regenwasser.
Der zentral in der Siedlung auf einem Hügel gelegene Talayot, von dessen Spitze man früher bis zu den Türmen der Siedlung Torellonet Vell blicken konnte, besitzt die Form eines Kegelstumpfs mit kreisförmigem Querschnitt, der an seiner Basis einen Durchmesser von 15 m hat. Da er in der Vergangenheit zur Gewinnung von Steinen für die Kiesherstellung verwendet wurde, befindet er sich in einem schlechten Erhaltungszustand und erreicht nur noch eine Höhe von 2,80 m. Ein bis zu fünf Metern breiter Hypostylos-Saal, dessen südlicher Teil mit drei Säulen, die ein Dach aus flachen Steinplatten tragen, noch erhalten ist, lehnt sich direkt an die Ostseite des Talayots.
Im westlichen Teil der Siedlung wurde im Jahr 1990 das Taula-Heiligtum ausgegraben, das im 4. und 3. Jahrhundert v. Chr. für kultische Zwecke genutzt wurde. Es weicht von der üblichen Hufeisenform, wie man sie aus anderen talayotischen Siedlungen kennt, ab und besitzt vielmehr einen quadratischen Grundriss mit abgerundeten Ecken. Der tragende Monolith der Taula steht auf einer steinernen Basis, die zu beiden Seiten von zwei weiteren Steinen eingefasst ist, ein auf Menorca einzigartiges Merkmal. Der Stein hat eine Höhe von 3,03 m, ist 1,16 m breit und 41 cm dick. Der Deckstein ist 1,95 m lang, 88 cm breit und zwischen 45 und 47 cm dick. Im Bereich der Taula wurden zwei Feuerstellen gefunden. Die Ausgrabung brachte hier außerdem zahlreiche Scherben punischer Amphoren und talayotischer Keramik sowie Knochen von Lämmern und Zicklein zu Tage, was auf Rituale hindeutet, bei denen Wein und die Opferung von Tieren eine Rolle spielten.
Nördlich des Talayots findet sich ein neun Meter langes Teilstück der ehemaligen Schutzmauer aus großen Steinblöcken. Es gibt auch zwei durch einen Kanal verbundene Wasserspeicherbecken (Sitjots), die 1,20 m tief in den Fels gehauen sind, außerdem die Grundmauern einiger Häuser.

## Nominierung für die Welterbeliste der UNESCO
Binissafullet gehört zu den 32 archäologischen Stätten, die Spanien am 14. Januar 2016 als „Talayotische Kultur Menorcas“ offiziell für eine Aufnahme in die UNESCO-Liste des Welterbes vorschlug. Das Welterbekomitee stellte den Antrag auf seiner 41. Sitzung im Juli 2017 zurück und forderte Nachbesserungen. Zu den 24 Stätten die 2023 als „Talayotisches Menorca“ Weltkulturerbe wurden, gehört Binissafullet nicht.